# Solarni stolp
Solarni stolp tudi Sončni stolp je vrsta sončne elektrarne, kjer se pomočjo pomičnih ogledal (heliostatov) koncentriramo sončne žarke v centralnem kolektorju. V stolpu se delovni medij segreje in potem s to toploto ženemo konvencionalno parno turbino, podobno kot pri klasični termoelektrarni. Na voljo je več delovnih medijev z veliko specifično toploto, sprva navadna voda, potem se je pojavile tekoče soli (40% kalijev nitrat KNO3 in 60% natrijev nitrat NaNO3). Pri vseh, z izjemo vode, je možna generacija elektrike tudi, ko sonce ne sije. Toplota je namreč shranjena v velikih zalogovnikih. Prednost vseh sončnih elektrarn je tudi v tem, da proizvajajo energijo sredi dneva, ko je potreba najbolj velika.
Ameriška agencija za obnovljive vire energije NREL predvideva, do bo možno do leta 2020 proizvajati elektriko iz tovrstnih sistemov za 4-5 cente €, kar naj bi bilo primerljivo s sedanjimi jedrskimi ali termoelektrarnami, vendar brez kakršnikoli neželjenih emisij in nevarnosti.
Družbe, kot so ESolar s pomočjo Google.org razvijajo poceni heliostate, ki bodo masovno proizvajani in potrebovali malo vzdrževanja. Nove tehnologije v dinamiki fluidov in hranjenju delovnega medija bodo v prihodnosti še bolj znižale ceno.

## Primeri solarnih stolpov
| Elektrarna                          | Kapaciteta (MW) | Letna proizvodnja(GWh) | Država  | Lastnik             | Leto izgradnje |
| ----------------------------------- | --------------- | ---------------------- | ------- | ------------------- | -------------- |
| Ivanpah Solar Power Facility        | 392 (U/C)       | 420                    | ZDA     | BrightSource Energy | 2013           |
| Crescent Dunes Solar Energy Project | 110 (U/C)       | 500                    | ZDA     | SolarReserve        | 2013           |
| PS20 solar power tower              | 20              | 44                     | Španija | Abengoa             | 2009           |
| Gemasolar                           | 17              | 100                    | Španija | Sener               | 2011           |
| PS10 solar power tower              | 11              | 24                     | Španija | Abengoa             | 2006           |
| Sierra SunTower                     | 5               |                        | ZDA     | eSolar              | 2009           |
| Jülich Solar Tower                  | 1.5             |                        | Nemčija |                     | 2008           |
| Mersin Solar Plant                  | 5               |                        | Turčija |                     | 2013           |